# Космос-133
Космос-133, 7К-ОК № 2 — перший експериментальний космічний корабель типу «Союз 7К-ОК». 118 спроба запуску 1966 року. Перший запуск ракети-носія Союз. Перший безпілотний політ за програмою Союз.
Активний корабель. Планувалося стикування з пасивним кораблем. Політ достроково припинено внаслідок збою системи причалювання і орієнтації. Самознищення при вході в атмосферу.

## Опис
Корабель складався з трьох модулів: приладо-агрегатного відсіку (ПАВ), спускного апарата (СА), побутового відсіку (ПВ).

### Приладо-агрегатний відсік
У відсіку розташована комбінована рушійна установка, паливо для неї, службові системи. Довжина відсіку 2,26 м, основний діаметр 2,15 м, максимальний діаметр 2,72 м. Рушійна установка складалася з 28 ДПО (двигуни причалювання і орієнтації) по 14 на кожному колекторі, з яких частина мали тягу 13,3 кгс, частина (12 штук) — 2,7 кгс, а також зближувально-коригувальний двигун (ЗКД) тягою 300 кгс для орбітального маневрування і сходу з орбіти. ДПО працювали на перекисі водню і не мали достатніх швидкісних характеристик для сходу з орбіти без коригувально-гальмівної рушійної установки (КГРУ). ЗКД працював на азотному тетраксиді і несиметричному диметилгідразині. Корабель мав дві незалежні КГРУ — основну і резервну.
У ПАВ також розміщені баки з 500 кг палива і балони високого тиску (~ 300 атм) з гелієм для наддуву баків.
Система енергопостачання з сонячних батарей (СБ) розмахом 9,80 м і площею 14 м² та акумуляторів. Система забезпечувала середню потужність 500 Вт.

### Спускний апарат
У відсіку розташовані місця для космонавтів, системи життєзабезпечення, керування, парашутна система. Довжина відсіку 2,24 м, діаметр 2,2 м, житловий об'єм 3,5 кубометра. Під теплозахисним екраном розташовані двигуни м'якої посадки, на зовнішній поверхні — перекисні двигуни управління спуском, які керують орієнтацією під час польоту в атмосфері. Це дозволяє використовувати аеродинамічну якість СА і знизити перевантаження. СА покритий теплозахистом на основі абляційних матеріалів.

### Побутовий відсік
Відсік мав довжину 3,4 м, діаметр 2,25 м, об'єм — 5 кубометрів. Він оснащений стикувальним вузлом і системою зближення «Ігла». У герметичному обсязі розташовувалося корисне навантаження і системи життєзабезпечення, зокрема туалет. Через посадковий люк на бічній поверхні відсіку космонавти входять в корабель на стартовій позиції космодрому.

## Політ
Запуск ракетою-носієм «Союз» із космодрому Байконур 28 листопада 1966 закінчився виведенням на нижчу від запланованої орбіту. При відокремленні корабля від третього ступеня ракети-носія увімкнулися двигуни причалювання і орієнтації, витратили паливо і закрутили корабель зі швидкістю 2 об./хв. 29 листопада планувалося запустити другий корабель для автоматичного стикування, запуск скасували. Впродовж двох діб намагалися закінчити політ з наявним запасами палива. 
При вході в атмосферу система самознищення вирахувала, що посадка закінчиться на території Китаю і підірвала корабель.